# Rafał Żebrowski
Rafał Maria Żebrowski (ur. 18 stycznia 1954 w Gdyni, zm. 14 grudnia 2024 w Warszawie) – polski historyk, doktor habilitowany nauk historycznych, publicysta, pisarz i poeta, wieloletni pracownik Żydowskiego Instytutu Historycznego.

## Życiorys
W 1977 ukończył studia na Katolickim Uniwersytecie Lubelskim. W 1987 na tej samej uczelni otrzymał stopień doktorski na podstawie pracy pt. Obraz kosmosu w kazaniach pierwszego pokolenia jezuitów polskich, promotorem pracy był profesor Wiesław Müller, a recenzentem prof. Janusz Tazbir. Habilitował się w 2014 na Wydziale Historyczno-Socjologicznym Uniwersytetu w Białymstoku na podstawie oceny dorobku naukowego i rozprawy pt. Żydowska gmina wyznaniowa w Warszawie 1918–1939. W kręgu polityki. Pracował jako adiunkt w Pracowni Varsavianistycznej Żydowskiego Instytutu Historycznego im. Emanuela Ringelbluma w Warszawie, specjalizuje się w historii Żydów XIX wieku i historii okresu międzywojennego.
Tuż przed śmiercią wszedł w skład komitetu wspierającego kandydaturę Karola Nawrockiego na prezydenta RP w wyborach w 2025.

### Życie prywatne
Był siostrzeńcem Zbigniewa Herberta, synem jego siostry, Haliny Herbert-Żebrowskiej (1923−2017). Rafał Żebrowski zajmował się także biografią i analizą twórczości swego wuja, był członkiem Rady Patronackiej Klubu Herbertowskich Szkół.
Był mężem Zofii Borzymińskiej, mieszkał w Warszawie. 27 grudnia 2024 roku został pochowany na starym cmentarzu na Służewie.

## Publikacje
O Zbigniewie Herbercie:
- 2011: Zbigniew Herbert. Kamień, na którym mnie urodzono[9], nakładem Państwowego Instytutu Wydawniczego

Jest autorem wielu tekstów; wśród nich najważniejsze publikacje książkowe o Żydach:
- 2012: Rabini polscy, [w:] Rabi, rabin, rebe
- 2012: Żydowska Gmina Wyznaniowa w Warszawie 1918–1939. W kręgu polityki
- 2012: Miasto bez rabina nie może istnieć. Rabini, podrabini i kandydaci na rabinów guberni warszawskiej w latach 1888–1912 (wraz z Zofią Borzymińską i Anną Wiernicką)
- 2003: Polski Słownik Judaistyczny. Dzieje. Kultura. Religia. Ludzie, t. 1–2 (wraz z Zofią Borzymińską)
- 1994: Mojżesz Schorr i jego listy do Ludwika Gumplowicza
- 1993: Dzieje Żydów w Polsce: Kalendarium
- 1993: Dzieje Żydów w Polsce 1918–1939: wybór tekstów źródłowych
- 1993: PO-LIN. Kultura Żydów polskich w XX wieku (wraz z Zofią Borzymińską)

## Nagrody i odznaczenia
- 2018: Srebrny Medal „Zasłużony Kulturze Gloria Artis”, wręczony na Zamku Królewskim w Warszawie podczas inauguracji I Międzynarodowego Kongresu Współczesnej Literatury Polskiej oraz XV edycji Warsztatów Herbertowskich[10].